# 알렉스 클라우디오
알렉산데르 클라우디오(Alexander Claudio, 1992년 1월 31일 ~ )는 푸에르토리코의 야구 선수로, 전 메이저 리그 로스앤젤레스 에인절스의 투수이다.